# T's Factory
有限公司T's Factory（日语：有限会社ティーズファクトリー）是一家位於日本東京都中央區築地的聲優經紀公司。

## 概要
1998年10月，聲優子安武人以自身主持的電台節目起家，從原屬的經紀公司Production baobab（以下簡稱baobab）中獨立。
T's Factory本來是子安的個人事務所。但baobab時期的後輩荻原秀樹對他憧憬而加入該事務所，並稱說「公司現在很小，但我會讓T's王國將來在聲優業界得到認知，到時候請T's Factory多多指教」。不過子安本身聽了這番話則回他一句「小間確實不好！但絡繹不絕而來的工作就是我該做的」。

## 所屬聲優
（2019年現在）
男性
- 子安武人（代表董事社長）
- 佐藤芳留（日语：佐藤ミチル）
- 子安光樹（子安武人的兒子）[3]

## 過往所屬聲優
- 荻原秀樹（日语：荻原秀樹）

## 外部連結
- 有限公司T's Factory公式官網 （页面存档备份，存于） （日語）
- 有限公司T's Factory官方的X（前Twitter） （日語）